# Paradiso vasútállomás (Luxembourg)
Paradiso vasútállomás Luxemburgban, Wiltz településen található.

## Vasútvonalak
Az állomást az alábbi vasútvonalak érintik:
- Kautebaach-Wolz-vasútvonal

## Kapcsolódó állomások
A vasútállomáshoz az alábbi állomások vannak a legközelebb:
- Merkholtz vasútállomás
- Wiltz vasútállomás